# Józef Reszke
Józef Franciszek Reszke (ur. 19 września 1954 w Wejherowie) – polski samorządowiec, w latach 2002–2014 starosta powiatu wejherowskiego.

## Życiorys
Ukończył studia na Wydziale Prawa i Administracji Uniwersytetu Gdańskiego. Od 1990 związany z samorządem lokalnym. W 1990 uzyskał mandat radnego Wejherowa jako przedstawiciel Komitetu Obywatelskiego „Solidarność”. Wchodził w skład zarządu miasta I kadencji, pełniąc również funkcję sekretarza miasta. W latach 1993–2000 był prezesem klubu sportowego Gryf Wejherowo. W 1998 po raz pierwszy wybrany na radnego powiatu (reelekcja w 2002, 2006, 2010, 2014 i 2018). W 2002 objął stanowisko starosty wejherowskiego. Urząd ten sprawował przez trzy kadencje do 2014. Następnie został zatrudniony jako doradca prezydenta Sopotu Jacka Karnowskiego.
Był członkiem zarządu Gdańskiego Obszaru Metropolitalnego i Związku Powiatów Polskich. Zaangażował się w działalność partyjną w ramach Platformy Obywatelskiej, stając w 2002 na czele powiatowych struktur tego ugrupowania. W 2015 bez powodzenia kandydował do Sejmu.
W 2011 odznaczony Srebrnym Krzyżem Zasługi.